# Patricio Zerecero
Patricio Zerecero (Ciudad de México, México; 9 de febrero de 2000) es un futbolista mexicano, juega como delantero y su equipo actual es el Atlético Morelia de la Liga de Expansión MX.

## Trayectoria
Formación en Querétaro FC, Bravos de Juárez y Inter Playa del Carmen
Iniciaría primero en el equipo queretano en las fuerzas básicas, aunque después llegaría al equipo fronterizo para después llegar a la Liga TDP con la filial de Playa del Carmen.

### Venados Fútbol Club
En 2021 llega a Venados, debutando el 4 de agosto de 2021 ante Tlaxcala FC.

### Atlético Morelia
Para el Apertura 2024 el Atlético Morelia anuncia su llegada.